# Organización de Pioneros Vladímir Lenin

Emblema de la Organización de Pioneros Vladímir Lenin.

La Organización de Pioneros Vladímir Lenin (del ruso: Всесою́зная пионе́рская организа́ция и́мени В. И. Ле́нина) u Organización de Pioneros de la Unión Soviética fue una organización juvenil de masas soviética, que agrupaba a niños entre los 10 y 15 años, existente en la Unión Soviética entre 1922 y 1990.

## Historia
Con posterioridad a la Revolución rusa diversos grupos scout acogieron las ideas revolucionarias, formando agrupaciones de talante scout afines al comunismo, como la ЮК (Юные Коммунисты), o jóvenes comunistas. 

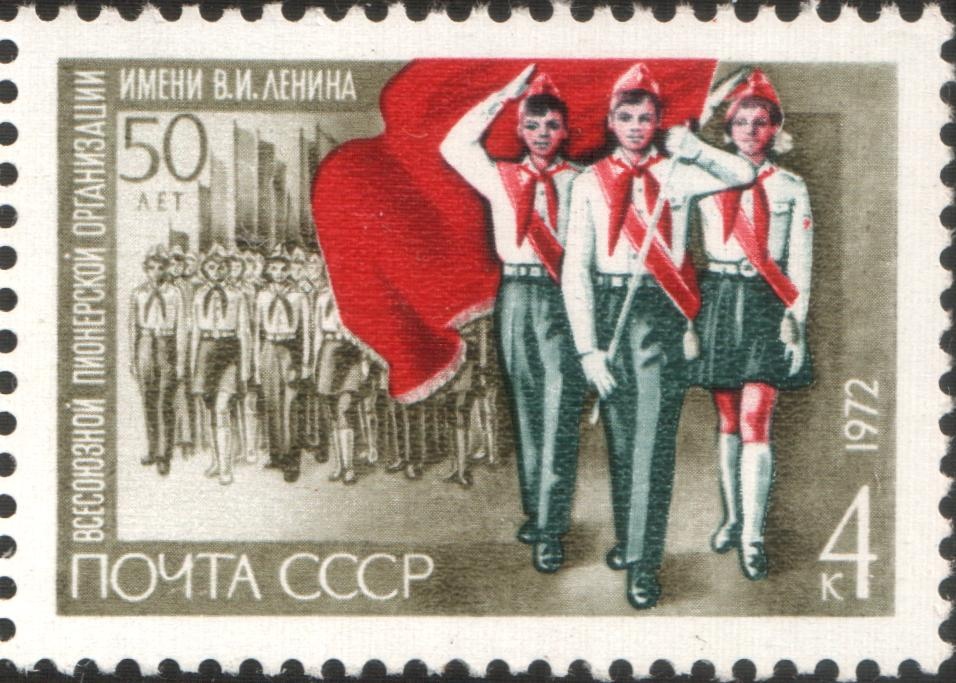
Sello de 1972 que conmemora los 50 años de los Pioneros en la URSS.

En 1922 el Congreso de la Unión de la Juventud de Rusia decidió la creación de una nueva organización de tipo scout que acogiera los principios ideológicos de la naciente Unión Soviética.
La esposa de Lenin, Nadezhda Krúpskaya, fue una de las principales impulsoras de este nuevo movimiento, escribiendo en la misma época un ensayo titulado Unión rusa de la Juventud Comunista y el escultismo, donde se proponía un acercamiento de este último a los valores del comunismo.
El 19 de mayo de 1922 la Conferencia del Komsomol tomó la decisión de crear Unidades de pioneros a lo largo del país. Este día fue considerado posteriormente como el de fundación de la Organización de las Uniones de Pioneros, que en enero de 1924 fue bautizada con el nombre de Lenin, siendo conocida como la Organización de Pioneros Vladímir Lenin.
Ya a mediados de 1923 la organización contaba con 75 mil miembros, creciendo a 161 mil en 1924, dos millones en 1926, cerca de 14 millones en 1940 y 25 millones en 1974. Desde 1923, la Organización de Pioneros, además del Komsomol, impulsaron la alfabetización.
En 1990 y como resultado de los profundos cambios que sufriera la Unión Soviética, la organización dejó de existir.

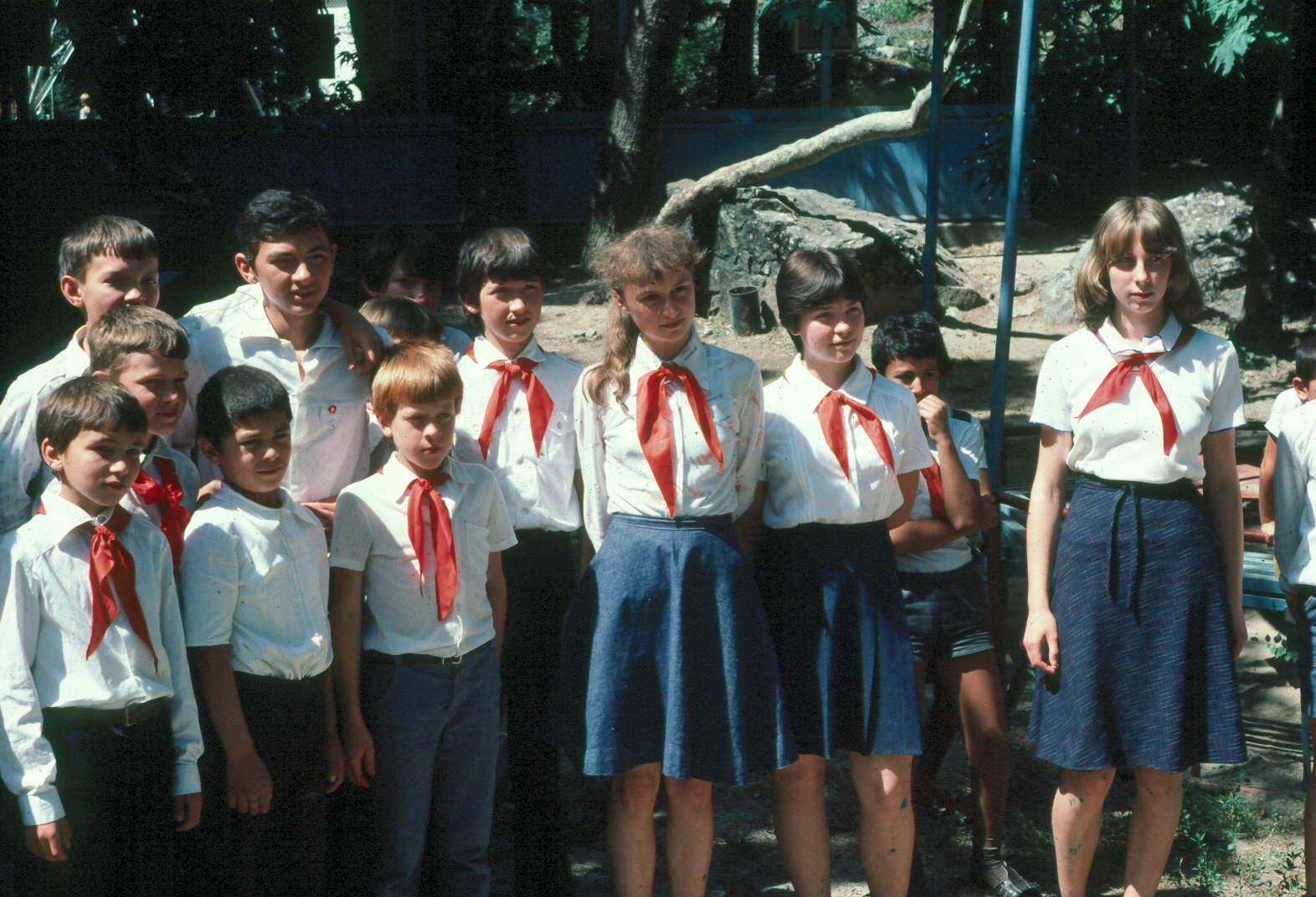
Pioneros en las Montañas Zeravshan en la RSS de Tayikistán en 1983.

## Estructura
Hasta 1942 el grupo básico de la organización fue el destacamento de pioneros que se formaba con niños que pertenecían a la misma escuela. A contar de ese año el destacamento fue compuesto con niños del mismo grado de distintas escuelas.
Existía una categorización conforme a la edad: los niños de 10 años eran llamados pioneros de primer grado, de 11 a 12 años eran de segundo grado y de 13 a 15 eran de tercer grado. A contar de esa edad podían ingresar al Komsomol.
La dirección nacional recaía en el Soviet Central de la organización, que mantenía una coordinación constante con la dirección del Komsomol. Asimismo, y al igual que este último, contaba con un diario, el Pionérskaya Pravda.

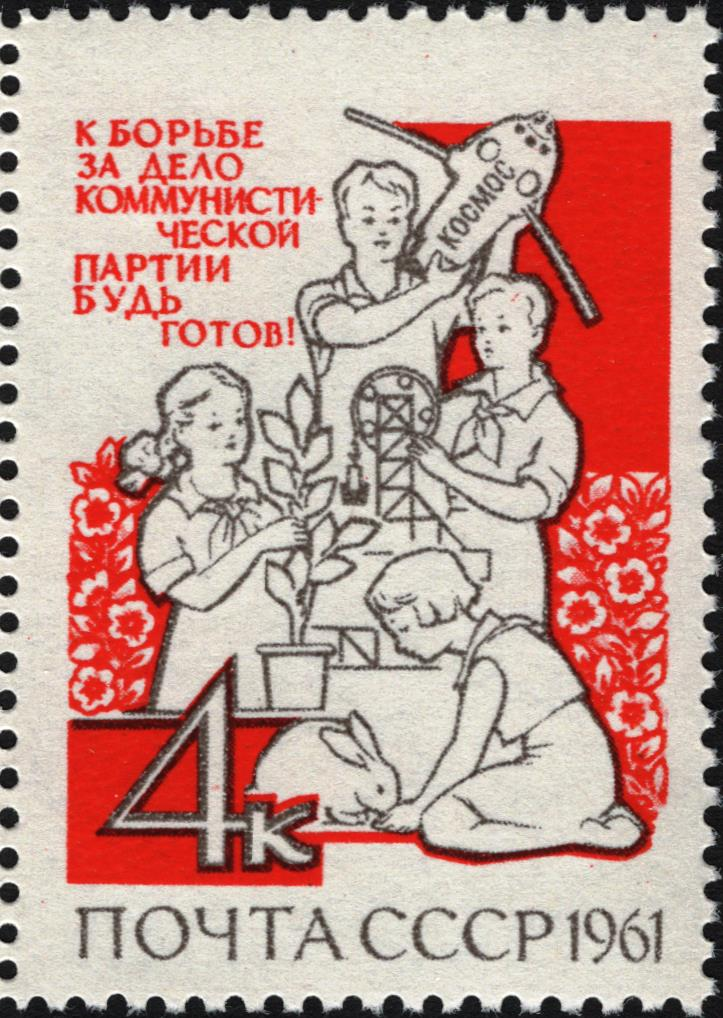
Sello de 1961 que muestra el eslogan de los Pioneros.

La organización contaba con Palacios de Pioneros que servían de centros comunitarios para la infancia, con actividades manuales, deportivas y de recreación. Asimismo, se habilitaron los Campamentos de Pioneros donde se realizaban actividades en verano y vacaciones. Ambas clases de centros eran gratuitos, cuidando de su mantenimiento el gobierno soviético y los sindicatos. El más renombrado de estos campamentos fue el de Artek.

## Premios
Los pioneros que destacaban en los estudios, deportes o actividades eran elegidos para la dirección de pequeños grupos y enviados como delegados a los congresos de pioneros. Los logros más importantes eran reconocidos en el libro de honor.
Durante la Segunda Guerra Mundial muchos pioneros tomaron parte activa en la lucha contra la Alemania nazi, incluyendo la lucha como partisanos en territorios ocupados. Cerca de 30 mil de ellos fueron premiados con diferentes medalles y condecoraciones y cuatro pioneros fueron galardonados como héroes de la Unión Soviética.